# Finale della UEFA Champions League 2005-2006
La finale della 51ª edizione di UEFA Champions League è stata disputata il 17 maggio 2006 allo stade de France di Saint-Denis tra Barcellona e Arsenal. All'incontro hanno assistito circa 80 000 spettatori. La partita, arbitrata dal norvegese Terje Hauge, ha visto la vittoria per 2-1, in rimonta, del club catalano.

## Le squadre
| Squadre    | Partecipazioni precedenti (il grassetto indica la vittoria) |
| ---------- | ----------------------------------------------------------- |
| Barcellona | 4 (1961, 1986, 1992, 1994)                                  |
| Arsenal    | Nessuna                                                     |

## Il cammino verso la finale
Il Barcellona di Frank Rijkaard è inserito nel gruppo C insieme ai tedeschi del Werder Brema, gli italiani dell'Udinese e ai greci del Panathīnaïkos, e supera il turno come primo classificato, totalizzando 16 punti, frutto di cinque vittorie e un pareggio (0-0 ad Atene col Panathinaikos). Agli ottavi di finale il Barcellona affronta gli inglesi del Chelsea, vincendo l'andata allo Stamford Bridge per 2-1 e pareggiando 1-1 al Camp Nou. Ai quarti i portoghesi del Benfica, che avevano battuto i campioni in carica del Liverpool, perdono con un risultato aggregato di 2-0. In semifinale i catalani affrontano il Milan, finalista uscente della passata edizione. La partita d'andata allo stadio Giuseppe Meazza vede la vittoria per 1-0 dei Blaugrana con una zampata di Ludovic Giuly. Otto giorni dopo a Barcellona non si va oltre lo 0-0, sebbene sia stato annullato un gol ad Andrij Ševčenko, e il Barça si qualifica in finale dopo dodici anni dall'ultima volta.
L'Arsenal di Arsène Wenger è inserito nel gruppo B insieme agli olandesi dell'Ajax, agli svizzeri del Thun e ai cechi dello Sparta Praga, e supera il turno come primo classificato totalizzando 16 punti, frutto di cinque vittorie e un pareggio (0-0 in casa con l'Ajax). Agli ottavi di finale l'Arsenal affronta gli spagnoli del Real Madrid, espugnando 1-0 il Bernabéu e pareggiando 0-0 all'Highbury. Ai quarti gli italiani della Juventus vengono battuti 2-0 nell'incontro casalingo e a Torino l'Arsenal si limita a controllare lo 0-0. In semifinale i Gunners affrontano gli spagnoli del Villarreal e, anche in questo caso, vincono la gara d'andata (1-0) e pareggiano a reti inviolate la partita di ritorno con protagonista Jens Lehmann che para un calcio di rigore a Juan Riquelme. L'Arsenal arriva così alla prima finale di Champions League della sua storia e ha la migliore difesa del torneo, con due sole reti subite, e un'imbattibilità record di 995 minuti.

## La partita

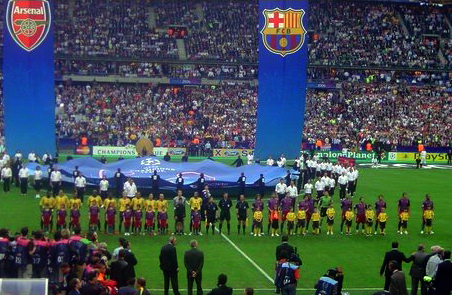
Le due squadre prima del calcio d'inizio

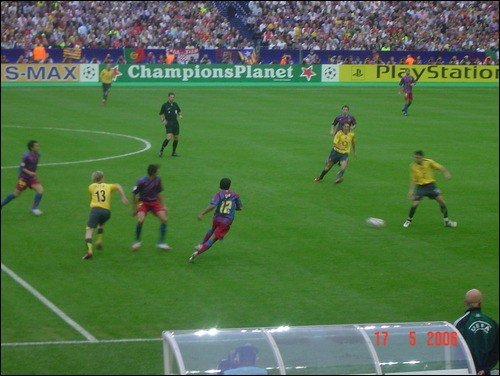
Azione di gioco durante il primo tempo

A Parigi va in scena un'inedita finale tra due formazioni molto blasonate in patria, ma che nella massima competizione europea non sono mai andate fino in fondo, tranne che per il Barça nel 1992. La partita si mette subito a favore dei catalani che dopo diciotto minuti sono in superiorità numerica per l'espulsione di Lehmann, che stende Samuel Eto'o al limite dell'area lanciato a rete. Nell'Arsenal esce Robert Pirès per il portiere spagnolo Manuel Almunia e il Barcellona prende in mano le redini del gioco. Tuttavia a passare in vantaggio sono i Gunners con un gol di testa del difensore Sol Campbell, che sfrutta un cross da calcio piazzato di Thierry Henry.
Nel secondo tempo un nubifragio si abbatte sulla capitale francese e la partita ne risente di spettacolarità. Il Barcellona attacca a testa bassa, ma i londinesi sono pericolosi in contropiede prima con Fredrik Ljungberg e poi con Henry, le cui conclusioni sono neutralizzate dall'estremo difensore Víctor Valdés. Nel frattempo tra le file dei Blaugrana entra Henrik Larsson, che nel giro di cinque minuti serve l'assist del pari a Eto'o, che segna in fuorigioco non segnalato dall'arbitro, e in seguito quello del sorpasso (2-1) a Juliano Belletti. Il Barcellona, dopo la Liga, vince anche la Champions League.
Infine, l'Arsenal diventò il primo club inglese e terzo in assoluto, dopo l'Amburgo e la Fiorentina ad aver perso almeno una finale in ciascuna delle competizioni confederali stagionali (in precedenza fu sconfitta nelle finali di Coppa delle Coppe 1979-1980 contro il Valencia e di Coppa UEFA 1999-2000 contro il Galatasaray).

## Tabellino
| Arbitro: | Terje Hauge |

|                        |           |              |
| Eto'o 76’ Belletti 80’ | Marcatori | 37’ Campbell |

| Barcellona | Arsenal |

| Barcellona (4-3-3) |    |                          |       |     |
|                    |    |                          |       |     |
| POR                | 1  | Víctor Valdés            |       |     |
| TD                 | 23 | Oleguer                  | 69’   | 71’ |
| DC                 | 4  | Rafael Márquez           |       |     |
| DC                 | 5  | Carles Puyol (C)         |       |     |
| TS                 | 12 | Giovanni van Bronckhorst |       |     |
| CDC                | 15 | Edmílson                 |       | 46’ |
| CC                 | 20 | Deco                     |       |     |
| CC                 | 17 | Mark van Bommel          |       | 61’ |
| AD                 | 9  | Samuel Eto'o             |       |     |
| ATT                | 8  | Ludovic Giuly            |       |     |
| AS                 | 10 | Ronaldinho               |       |     |
| Sostituzioni:      |    |                          |       |     |
| POR                | 25 | Albert Jorquera          |       |     |
| DIF                | 2  | Juliano Belletti         |       | 71’ |
| DIF                | 16 | Sylvinho                 |       |     |
| CEN                | 3  | Thiago Motta             |       |     |
| CEN                | 6  | Xavi                     |       |     |
| CEN                | 24 | Andrés Iniesta           |       | 46’ |
| ATT                | 7  | Henrik Larsson           | 90+3’ | 61’ |
| Allenatore:        |    |                          |       |     |
| Frank Rijkaard     |    |                          |       |     |

| Arsenal (4-4-2) |    |                    |     |     |
|                 |    |                    |     |     |
| POR             | 1  | Jens Lehmann       | 18’ |     |
| TD              | 27 | Emmanuel Eboué     | 22’ |     |
| DC              | 28 | Kolo Touré         |     |     |
| DC              | 23 | Sol Campbell       |     |     |
| TS              | 3  | Ashley Cole        |     |     |
| ED              | 13 | Aliaksandr Hleb    |     | 85’ |
| CC              | 15 | Cesc Fàbregas      |     | 74’ |
| CC              | 19 | Gilberto Silva     |     |     |
| ES              | 7  | Robert Pirès       |     | 18’ |
| ATT             | 8  | Fredrik Ljungberg  |     |     |
| ATT             | 14 | Thierry Henry (C)  | 51’ |     |
| Sostituzioni:   |    |                    |     |     |
| POR             | 24 | Manuel Almunia     |     | 18’ |
| DIF             | 20 | Philippe Senderos  |     |     |
| DIF             | 22 | Gaël Clichy        |     |     |
| CEN             | 16 | Mathieu Flamini    |     | 74’ |
| ATT             | 9  | José Antonio Reyes |     | 85’ |
| ATT             | 10 | Dennis Bergkamp    |     |     |
| ATT             | 11 | Robin van Persie   |     |     |
| Allenatore:     |    |                    |     |     |
| Arsène Wenger   |    |                    |     |     |

Uomo partita:
- Samuel Eto'o (Barcellona)
Guardalinee:
- Steinar Holvik
- Arild Sundet

Quarto uomo:
- Tom Henning Øvrebø